# ماسایا شیبایاما
ماسایا شیبایاما (ژاپنی: 柴山 昌也؛ زادهٔ ۲ ژوئیهٔ ۲۰۰۲) یک بازیکن فوتبال اهل ژاپن است.
از باشگاه‌هایی که در آن بازی کرده‌است می‌توان به اشگاه فوتبال اومیا آردیجا اشاره کرد.